# Jana Savojská
Jana Savojská nebo Jana Italská (Giovanna Elisabetta Antonia Romana Maria di Savoia; 13. listopadu 1907, Řím – 26. února 2000, Estoril) byla rodem italská princezna a sňatkem bulharská carevna, manželka Borise III. Byla také matkou poslední bulharského cara Simeona II.

## Tituly a oslovení
- 13. listopadu 1907 - 25. října 1930: Její Královská Výsost princezna Giovanna Savojská, princezna italská
- 25. října 1930 - 28. srpna 1943: Její Veličenstvo carevna Joanna Bulharská, princezna italská
- 28. srpna 1943 - 26. února 2000: Její Veličenstvo carevna Joanna, carevna matka bulharská, italská princezna

## Rodokmen
| Předchůdce: Eleonora z Reussu | Znak z doby nástupu | Bulharská carevna 1930 – 1943 | Znak z doby konce vlády | Nástupce: - |